# Kolecystektomi
Kolecystektomi (eller cholecystektomi) är ett ingrepp som innebär bortoperation av gallblåsan, till exempel vid cholecystit (gallblåseinflammation), gallblåsecancer eller – vanligast – gallsten.

## Beskrivning

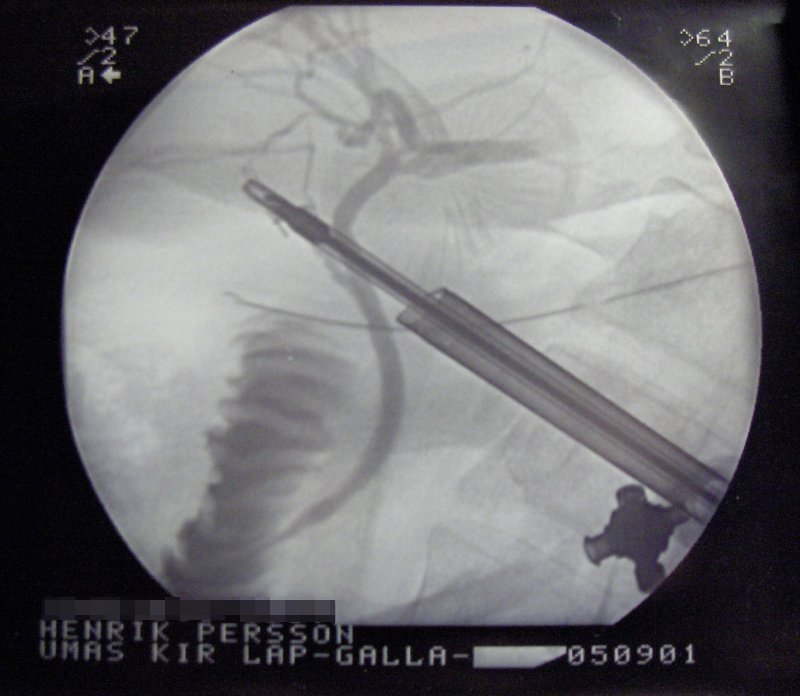
Röntgenbild av gallträdet under en laparoskopisk kolecystektomi.

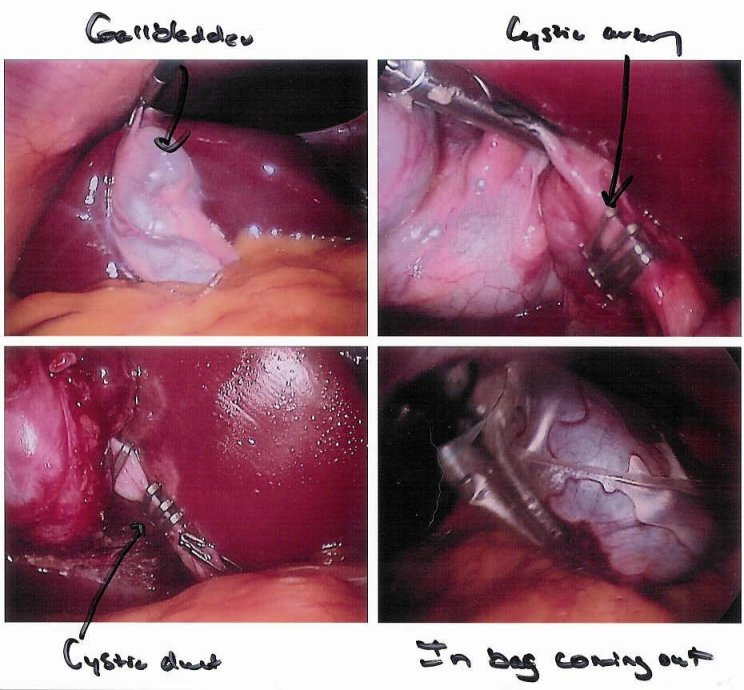
En laparoskopisk cholecystektomi sedd ifrån laparoskopet.

Operationen utförs idag oftast med titthålskirurgi (laparoskopi). Det görs först ett snitt precis under naveln, genom vilket det förs in en liten kamera för att kirurgen ska kunna se operationsområdet under operationen. Man leder även in ljus genom optiska fibrer för att kunna se samt pumpar upp magen med koldioxid för att få arbetsutrymme. Patienten är under narkos då operationen genomförs.
Genom ytterligare snitt förs diverse instrument in i magen. Man brukar även göra en röntgen av gallträdet för att kontrollera så att inga gallstenar har tagit sig ut i gallgångarna. En sådan bild finns att beskåda till höger.
Kirurgen skär sedan loss gallblåsan från levern och sätter metallclips på gallgången (ductus cysticus) som går mellan ductus choledochus och gallblåsan och artären som försörjer gallblåsan med blod (arteria cystica). Ductus cysticus och arteria cystica skärs sedan av och gallblåsan läggs i en plastpåse och extraheras ur en av öppningarna på magen.
Vid ungefär 1 av 10 laparoskopiska ingrepp tvingas kirurgen konvertera till en traditionell, öppen operation. Anledningar kan vara gallstenar i gallvägarna, avvikande anatomi eller gallblåsecancer. Ett 15–20 cm snitt läggs då på magen på patienten, och gallblåsa och eventuella stenar avlägsnas.

## Indikationer
Betydligt fler än de som opereras har mer eller mindre stora besvär från gallvägarna och det är också många som har sten i gallblåsan utan att ha besvär. Gallstensanfall är vanligast och innebär att man får ont i buken i samband med födointag. Oftast släpper anfallet av sig själv eller så kan man behöva en dos kramplösande medicin. Akut gallblåseinflammation (kolecystit) ger ofta feber, värk i buken, blodprover som visar på en inflammation i kroppen och ett påverkat allmäntillstånd. Oftast finns det sten i gallblåsan hos dem som har akut gallblåseinflammation. Sten i gallblåsan påvisas vanligen med en ultraljudsundersökning. Behandlingen är vanligen operation där gallblåsan tas bort (kolecystektomi) efter det att man kartlagt gallvägarna med en röntgenundersökning under ingreppet (peroperativ kolangiogra). Gallblåsan kan tas bort laparoskopiskt (titthålskirurgiskt) eller genom öppen operation.
Om man alls behöver operera patienter efter ett okomplicerat gallstensanfall, beror på naturalförloppet. Samma gäller för patienter med akut gallblåseinflammation. En galloperation är inte helt utan risker. Alternativet till operation kan vara att man avvaktar och patienten uppmanas att återkomma om nya besvär uppstår. Risken om man avvaktar med operation är att patienten vid ett återfall kan vara i ett sämre tillstånd till följd av högre ålder, komplikationer etc.
Det är vanligt att patienter med akut gallblåsesjukdom som inte opererats efter första episoden av gallstensanfall eller akut gallblåseinflammation heller inte opereras inom de närmaste åren. Patienter som från början hade svåra symptom behöver oftare opereras i ett senare skede än de med milda eller inga symptom.

## Återhämtning
Vid ett laparoskopiskt ingrepp kan patienten ofta åka hem redan samma eller nästa dag beroende på hur väl man återhämtat sig efter operationen. Väl hemma klarar patienten sig oftast med paracetamol och/eller ibuprofen, men Tramadol och liknande starkare smärtstillande kan också skrivas ut. Senast en vecka efter operationen brukar patienten vara helt smärtfri och återställd.

## Frekvens
10–30 procent av alla gallstenspatienter inom den svenska vården blir förr eller senare föremål för bortoperation av gallblåsan.
Gallsten är en vanlig sjukdom men den exakta förekomsten i den svenska befolkningen är ofullständigt undersökt. Sjukdomen är vanligare hos kvinnor än hos män. I en förhållandevis liten svensk studie av 1 200 personer, 35–85 år gamla, hade 53 procent av kvinnorna och 32 procent av männen antingen gallsten eller var tidigare opererade för en sådan. I en italiensk ultraljudsstudie av 11 229 personer (4 619 kvinnor och 6 610 män) mellan 29 och 69 år fann man sten i gallblåsan hos 10,7 procent av kvinnorna och 5,4 procent av männen. Av dessa hade 73 procent inga, 12 procent milda och 15 procent svåra symptom.
Årligen utförs i Sverige mer än 12 500 galloperationer, vilket innebär att ingreppet är bland de vanligast förekommande operationerna inom hälso- och sjukvården.  Åren 2014–2015 startades omkring 96 procent av alla galloperationer laparoskopiskt och resterande gjordes som öppen operation.  Av dem som startas laparoskopiskt konverterades cirka 6 procent till en öppen operation på grund av att det av olika skäl inte gick att slutföra ingreppet laparoskopiskt. Av de patienter som opererades vid det akuta vårdtillfället hade majoriteten gallstenskomplikationer (77 procent) och i övrigt gallstenssmärtor (21 procent), kolecystit utan gallsten (1 procent) och övrigt (1 procent) som akut indikation.

## Prognos
Patienter med akut gallblåseinflammation kan opereras i akut skede, inom några dygn, utan att risken för komplikationer ökar. Om fler opereras i akut skede istället för vid ett senare tillfälle, skulle det gå åt färre resurser i hälso- och sjukvården. Risken för komplikationer minskar, om personer med akut gallblåseinflammation opereras via titthål (laparoskopiskt) istället för med öppen kirurgi.

### Vårdskador
Vid cirka 3 per 1 000 operationer i Sverige uppstår skada på de djupa gallgångarna i samband med att gallblåsan opereras bort.  Skador kan vara olika allvarliga, och vissa kan enkelt åtgärdas medan andra kan ge upphov till stor besvär och innebära behov av flera omoperationer. I Sverige användes 2019 rutinmässigt intraoperativ kolangiografi, med röntgenundersökning under ingreppet — för att undvika skador. I andra länder används denna metod endast selektivt då kirurgen misstänker skada och man ser en skadefrekvens på 5 per 1 000 operationer. Metoden bedömdes i en rapport från Statens beredning för medicinsk och social utvärdering (SBU) 2019 kunna minska lidande och kostnader genom att förebygga fler skador. Risken att utveckla cancer på grund av stråldosen bedömdes uppgå till 1 på 26 000 och är lägre än risken att skadas under operation. SBU gjorde även en hälsoekonomisk modellanalys för att utvärdera om rutinmässig kolangiografi, jämfört med kolangiografi som enbart utförs selektivt, är kostnadseffektivt. I modellanalysen uppskattades att sju allvarliga gallgångsskador kan undvikas årligen om kolangiografi används rutinmässigt istället för selektivt.
Kostnaden för kolangiografi beräknas varje år vara 14,5 miljoner kronor högre vid rutinmässig användning. Dessa extra kostnader balanseras delvis av minskade kostnader på närmare 6 miljoner kronor per år för de gallgångsskador som undviks. De patienter som undgår operationsskada slipper lidande. Modellanalysens grundscenario visar att kostnaden per vunnet kvalitetsjusterat levnadsår är närmare 300 000 kronor om kolangiografi används rutinmässigt jämfört med selektivt.